# Холирудский дворец

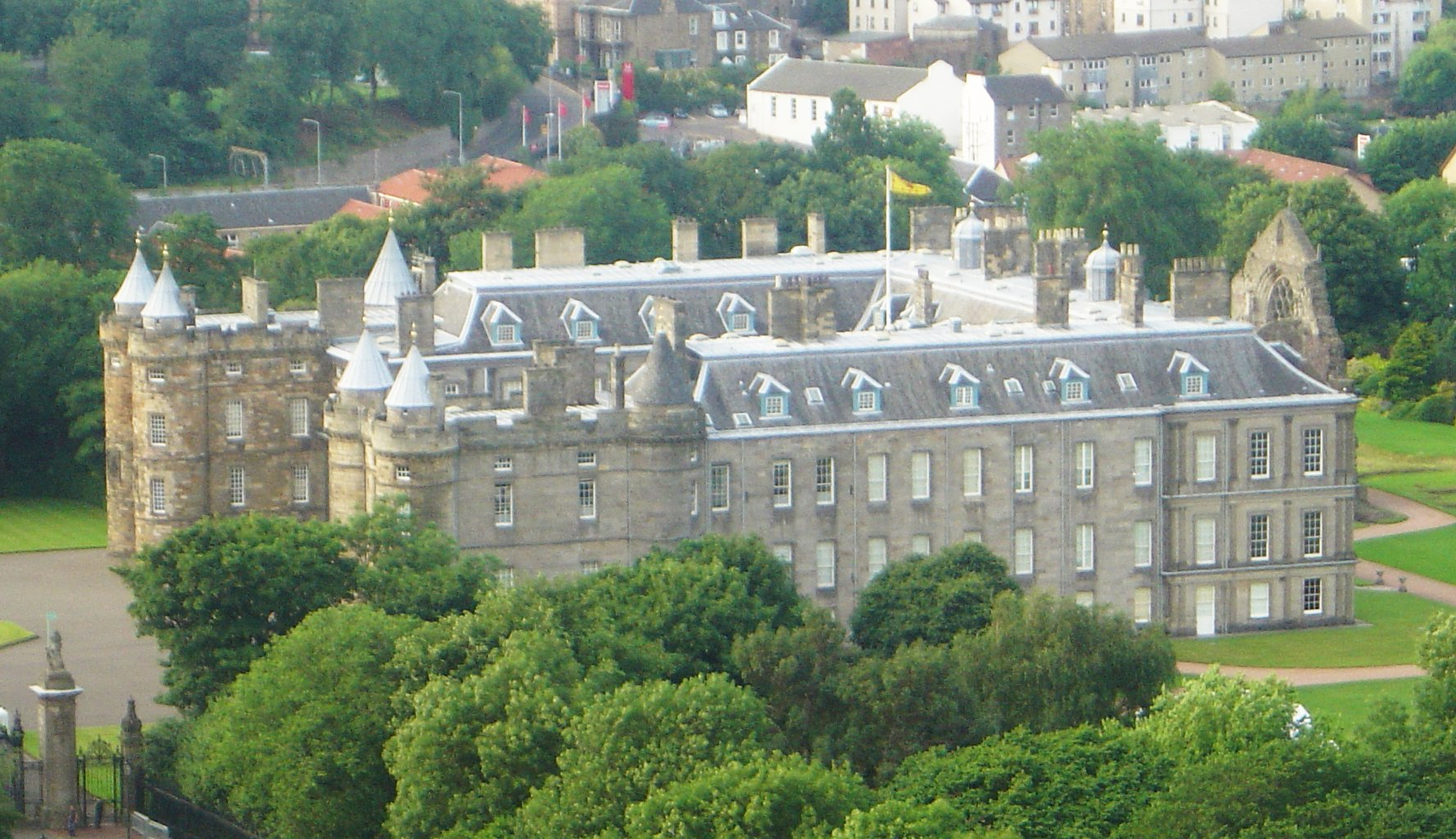
Общий вид Холирудского дворца

Холирудский дворец (англ. Holyroodhouse) — официальная резиденция британских монархов в Шотландии, расположенная в столице этой страны — Эдинбурге. Наименование происходит от искаженного англо-шотландского Haly Ruid («Святой крест»).

## Аббатство
На месте комплекса зданий дворца первоначально находилось Холирудское аббатство августинского ордена, основанное в 1128 году королём Шотландии Давидом I. C XV века аббатство стало активно использоваться для проведения коронаций и организации свадеб особ королевского рода. В XVIII веке крыша главного здания обрушилась, и в настоящее время аббатство представляет собой хорошо отреставрированные развалины.

## Дворец

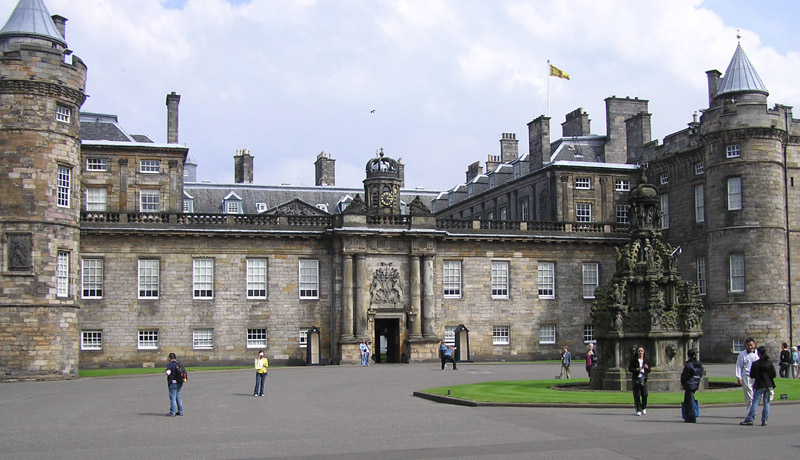
Парадный вход во дворец Холирудхаус

К концу XV века гостиница при аббатстве была преобразована в неофициальную резиденцию королей Шотландии. В 1498—1501 гг. Яков IV выстроил на месте гостиницы ренессансный дворец, который, по мере роста значения Эдинбурга как столицы Шотландии, стал главным королевским дворцом. В XVI веке Холирудский дворец был резиденцией Марии Стюарт, и до настоящего времени сохранились интерьеры её покоев. В 1671—1679 гг. здание было перестроено по приказу короля Карла II. В Холируде жил французский король Карл X, как во время первого изгнания (ещё будучи графом д’Артуа), так и после того, как был свергнут Июльской революцией в 1830. 
Во дворце с начала XIX века хранятся шотландские королевские регалии, в том числе корона последних шотландских королей — один из символов государственной власти в Шотландии. Сейчас дворец используется Британскими монархами во время официальных визитов в Шотландию. Существует негласная традиция, согласно которой монарх проводит по крайней мере одну неделю в году в дворце Холируд. Здесь монарх назначает первого министра Шотландии и проводит королевские приёмы. По обычаю, во время коронации монарха в Шотландии, церемония начинается с торжественной процессии исторических представителей Генеральных Штатов Шотландии — до дверей собора Св. Егидия в центре старого города. 
Дворец также является официальной резиденцией  Лорда-верховного комиссара при Генеральной ассамблеи Церкви Шотландии на время заседания в нем данного совета.
В свободное от посещения государственными лицами время дворец открыт для посетителей.